# Каменское поселение
Каменское поселение — археологический памятник на южной окраине села Каменки Репкинского района Черниговской области, относится к днепро-донецкой неолитической культуре (4-е тысячелетие до н. э.).
Поселение было открыто в 1966 году. Раскопки проводились в 1967 году под руководством археолога Дмитрия Яковлевича Телегина. Культурный слой толщиной 0,2 метра находится на глубине 0,5 метра от поверхности. Были исследованы остатки очага и собрано около тысячи различных находок, в основном керамические (остродонные широко открытые горшки, украшенные неглубокими ямками мелкозубчатой насечки). Среди кремнёвых изделий были найдены наконечники стрел, клиновидные топоры, нуклеусы, скребки, кинжал, а также обломки зернотёрки из песчаника.